# The Beast Is G-Unit
"The Beast Is G-Unit" é o segundo extended play do grupo de hip hop estadunidense G-Unit. O EP foi lançado em 3 de março de 2015, pela gravadora G-Unit Records.

## Performance comercial
O EP estreou na vigésima sétima posição na Billboard 200, vendendo 18,542 na semana de estréia no Estados Unidos.

## Faixas
| The Beast Is G-Unit — Edição padrão |                          |                            |         |  |
| N.º                                 | Título                   | Produtor(s)                | Duração |  |
| 1.                                  | "Ballin'"                | MistrAdams                 | 4:33    |  |
| 2.                                  | "I'm Grown"              | Honorable C.N.O.T.E.       | 4:08    |  |
| 3.                                  | "Bring My Bottles"       | Swiff D                    | 3:14    |  |
| 4.                                  | "Doper Than My Last One" | Ky Miller                  | 3:42    |  |
| 5.                                  | "Boy Boy"                | Illmind, Jake One, G. Koop | 4:09    |  |
| 6.                                  | "Choose One"             | Ky Miller                  | 2:55    |  |

## Desempenho nas paradas
| Paradas (2015)                                | Melhor posição |
| --------------------------------------------- | -------------- |
| Estados Unidos (Billboard 200)                | 27             |
| Estados Unidos (Billboard Digital Albums)     | 15             |
| Estados Unidos (Billboard Independent Albums) | 2              |
| Estados Unidos (Top R&B/Hip Hop Albums)       | 3              |
| Estados Unidos (Top Rap Albums)               | 3              |